# Bahnstrecke Cham–Bad Kötzting
| |                                                                                            |                                                            |                                     |
| Streckennummer (DB): | 5811                                                                                       |                                                            |                                     |
| Kursbuchstrecke (DB): | 877                                                                                        |                                                            |                                     |
| Kursbuchstrecke: | 423g (1946) 423h (Cham (Oberpf) – Miltach 1946) 426m (Miltach – Blaibach (Niederbay) 1946) |                                                            |                                     |
| Streckenlänge: | 22,429 km                                                                                  |                                                            |                                     |
| Spurweite: | 1435 mm (Normalspur)                                                                       |                                                            |                                     |
| Streckenklasse: | C4 (Cham–Miltach) C2 (Miltach–Bad Kötzting)                                                |                                                            |                                     |
| Maximale Neigung: | 12.5 ‰                                                                                     |                                                            |                                     |
| Minimaler Radius: | 180 m                                                                                      |                                                            |                                     |
| Streckengeschwindigkeit: | Cham–km 3,0: 60 km/h km 3,0–Bad Kötzting: 50 km/h                                          |                                                            |                                     |
| Zugbeeinflussung: | PZB                                                                                        |                                                            |                                     |
| |                                                                                            |                                                            |                                     |
| \| \| \| von Schwandorf \| \| \| \| \| von Waldmünchen \| \| \| \| 0,000 \| Cham (Oberpf) \| 374 m \| \| \| 2,595 \| Cham (Oberpf) Schwedenschanze (Bft) \| Cham (Oberpf) Schwedenschanze (Bft) \| \| \| \| nach Furth im Wald \| \| \| \| \| Chamb \| \| \| \| 5,550 \| Runding (bis 2006) \| Runding (bis 2006) \| \| \| 9,081 \| Chamerau \| Chamerau \| \| \| 14,525 \| Miltach (ehem. Bf) \| 383 m \| \| \| \| nach Straubing (bis 1984) \| \| \| \| \| \| \| \| \| 17,683 \| Blaibach (Oberpf) (ehem. Bf) (früher Blaibach (Niederbay)) \| 384 m \| \| \| \| \| \| \| \| \| nach Gotteszell (bis 1991) \| \| \| \| 19,300 \| Pulling (b Kötzting) (bis 1922) \| Pulling (b Kötzting) (bis 1922) \| \| \| 22,429 \| Bad Kötzting \| Bad Kötzting \| \| \| \| nach Lam \| \| \| \| \| \| \| \| Quellen: [1][2][3] \| \| \| \| |                                                                                            |                                                            |                                     |
| Strecke |                                                                                            | von Schwandorf                                             | von Schwandorf                      |
| Abzweig geradeaus und von links |                                                                                            | von Waldmünchen                                            | von Waldmünchen                     |
| Bahnhof | 0,000                                                                                      | Cham (Oberpf)                                              | 374 m                               |
| Blockstelle | 2,595                                                                                      | Cham (Oberpf) Schwedenschanze (Bft)                        | Cham (Oberpf) Schwedenschanze (Bft) |
| Abzweig geradeaus und nach links |                                                                                            | nach Furth im Wald                                         | nach Furth im Wald                  |
| Brücke über Wasserlauf |                                                                                            | Chamb                                                      | Chamb                               |
| ehemaliger Haltepunkt / Haltestelle | 5,550                                                                                      | Runding (bis 2006)                                         | Runding (bis 2006)                  |
| Haltepunkt / Haltestelle | 9,081                                                                                      | Chamerau                                                   | Chamerau                            |
| Haltepunkt / Haltestelle | 14,525                                                                                     | Miltach (ehem. Bf)                                         | 383 m                               |
| Abzweig geradeaus und ehemals nach rechts |                                                                                            | nach Straubing (bis 1984)                                  | nach Straubing (bis 1984)           |
| |                                                                                            |                                                            |                                     |
| Haltepunkt / Haltestelle | 17,683                                                                                     | Blaibach (Oberpf) (ehem. Bf) (früher Blaibach (Niederbay)) | 384 m                               |
| |                                                                                            |                                                            |                                     |
| Abzweig geradeaus und ehemals nach rechts |                                                                                            | nach Gotteszell (bis 1991)                                 | nach Gotteszell (bis 1991)          |
| ehemaliger Haltepunkt / Haltestelle | 19,300                                                                                     | Pulling (b Kötzting) (bis 1922)                            | Pulling (b Kötzting) (bis 1922)     |
| Bahnhof | 22,429                                                                                     | Bad Kötzting                                               | Bad Kötzting                        |
| Strecke |                                                                                            | nach Lam                                                   | nach Lam                            |
| |                                                                                            |                                                            |                                     |
| Quellen: |                                                                                            |                                                            |                                     |

Die Bahnstrecke Cham–Bad Kötzting ist eine Nebenbahn in der Oberpfalz. Sie verläuft im Tal des Regens und des Weißen Regens von Cham nach Bad Kötzting.

## Geschichte

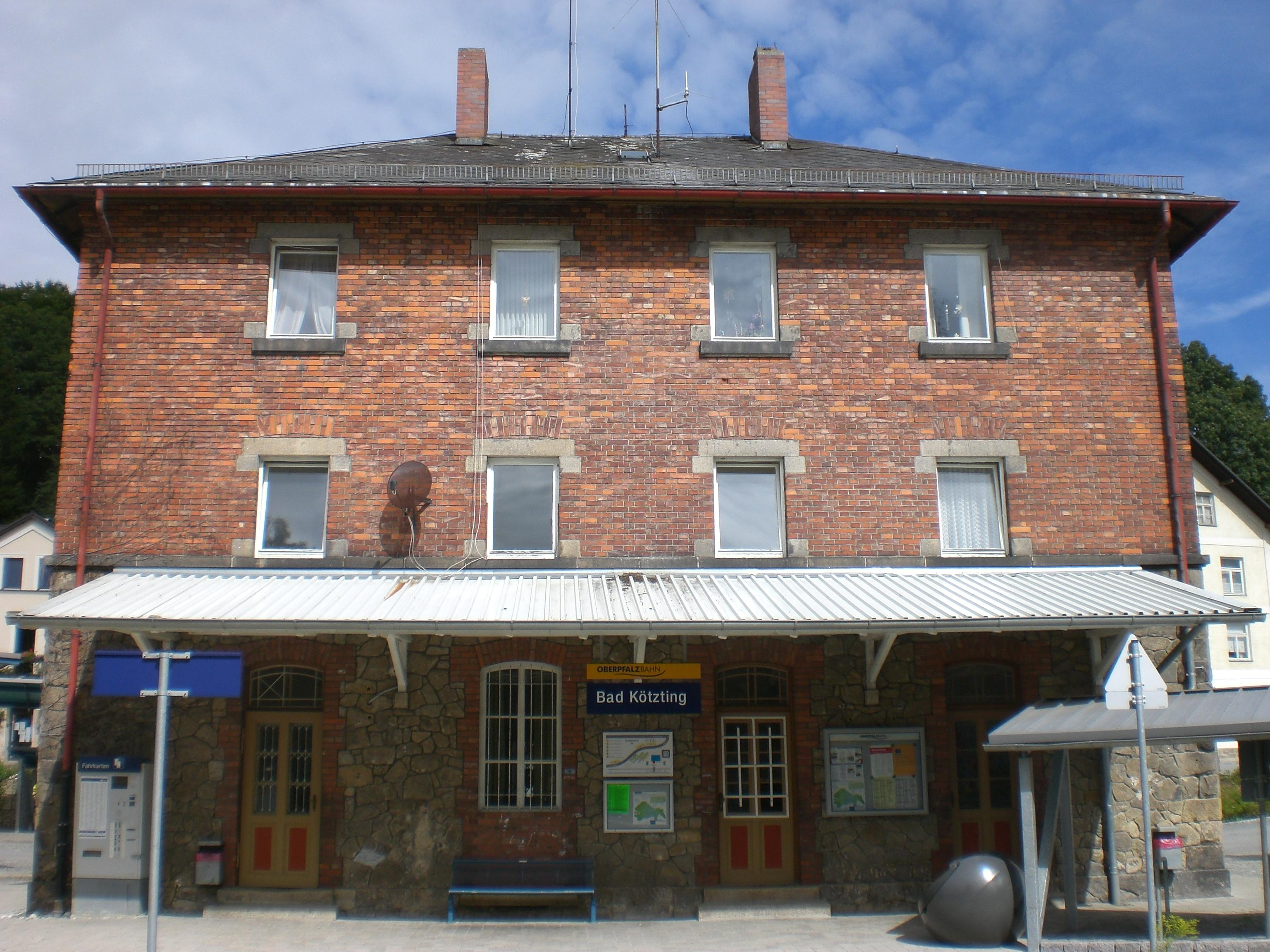
Empfangsgebäude Bad Kötzting

Mit dem Gesetz vom 30. April 1888 wurde der Bau der Lokalbahn vom 1861 in Betrieb genommenen Bahnhof Cham (Oberpfalz) an der Bahnstrecke Schwandorf–Furth im Wald nach Kötzting beschlossen. Die Königlich Bayerischen Staatseisenbahnen errichteten die Nebenbahn und eröffneten sie am 16. Juli 1892. Auf den ersten knapp drei Kilometern östlich von Cham zur Strecke verlief die Strecke auf einem gemeinsamen Bahnkörper mit der Strecke nach Furth im Wald. Zu Beginn umfasste die Strecke 63 unbewachte Bahnübergänge und es war eine Höchstgeschwindigkeit von 30 km/h und eine Radlast von 5000 kg zugelassen.
Die Localbahn Lam–Kötzting schloss die am 1. August 1893 eröffnete Bahnstrecke Kötzting–Lam an. Ab dem 1. Juni 1905 mündete die Bahnstrecke Straubing–Miltach der Staatseisenbahnen in diese Strecke. Am 20. Dezember 1927 wurde die von der Regentalbahn errichtete Bahnstrecke Gotteszell–Blaibach dem Verkehr übergeben, womit eine weitere Verbindung in Richtung Süden bestand.
Mit dem Umbau des Bahnhofs Cham in den 1970er Jahren kürzte die Deutsche Bundesbahn die Strecke um 2,6 Kilometer, indem sie den Streckenbeginn in den neuen Bahnhofsteil Cham (Oberfalz) Schwedenschanze verschob und das neben der Strecke Schwandorf–Furth im Wald verlaufende Streckengleis zwischen Cham und Schwedenschanze zurückbaute.
Am 28. September 1984 wurde auf der abzweigenden Bahnstrecke nach Straubing der Abschnitt Miltach–Steinburg für den Personenverkehr stillgelegt. Der Güterverkehr zwischen Miltach und Konzell wurde noch bis 1995 von der Regentalbahn erledigt. 1991 folgte die Einstellung des Bahnbetriebs zwischen Blaibach und Viechtach. Mit dieser Einstellung bestand keine direkte Bahnverbindung mehr zwischen den Strecken der Regentalbahn.
Der Güterverkehr wurde zum 30. Juni 1994 zunächst ab Miltach und zum 25. September 1994 auch zwischen Cham und Miltach beendet.
Der Personenverkehr wird heute von der Regentalbahn mit Regio-Shuttle-Triebwagen als „Oberpfalzbahn“ betrieben. Dabei ist die Regentalbahn als direkter Auftragnehmer der Bayerischen Eisenbahngesellschaft tätig.
Von Anfang der 1990er-Jahre bis 2005 war aus betriebstechnischen Gründen bei den meisten Zügen ein Umsteigen in Kötzting erforderlich. Mit der zu Beginn der 1990er-Jahre erfolgten Umstellung der Strecke auf das Betriebsverfahren Zugleitbetrieb wurden die Weichen im dortigen Bahnhof zu Handweichen (das heißt antriebslosen Weichen) rückgebaut und die personelle Besetzung des Bahnhofs aufgegeben. Zugkreuzungen zweier Züge waren damit nurmehr mit größerem Zeitaufwand möglich, indem die Weichenbedienung in fernmündlicher Absprache mit dem Zugleiter durch die Zugführer vorgenommen wurde. Planmäßig wurden deshalb nahezu alle aus Richtung Lam beziehungsweise Cham kommenden Züge auf je einem Gleis in Kötzting geleitet, wo sie auch wendeten, wodurch die Stellung der Weichen nicht verändert werden musste. Am 11. Dezember 2005 wurden im Bahnhof Bad Kötzting zwei Rückfallweichen in Betrieb genommen, was es nunmehr ermöglicht, alle Züge Cham–Lam ohne Umstieg zu fahren.
Der Haltepunkt Runding wurde am 10. Oktober 2006 stillgelegt und aufgelassen.

## Streckenbeschreibung
Die Strecke ist eine eingleisige, nicht elektrifizierten Nebenbahn mit der Streckennummer 5811. Sie beginnt an der Weiche 70 im Bahnhofsteil Cham Schwedenschanze des Bahnhofs Cham (Oberpfalz) und endet im Bahnhof Bad Kötzting. Die Strecke ist mit einer maximalen Längsneigung von 1:80 und einem Minimalradius von 180 Metern trassiert. Die Streckenhöchstgeschwindigkeit liegt zwischen Cham Schwedenschanze und km 3,0 bei 60 km/h und von km 3,0 bis Bad Kötzting bei 50 km/h. Die Strecke ist mit punktförmiger Zugbeeinflussung und mit dem Zugfunk GSM-R ausgerüstet und wird im Zugleitbetrieb betrieben. Der Bremswegabstand ist mit 400 Meter vorgegeben.

## Fahrzeugeinsatz und Verkehr

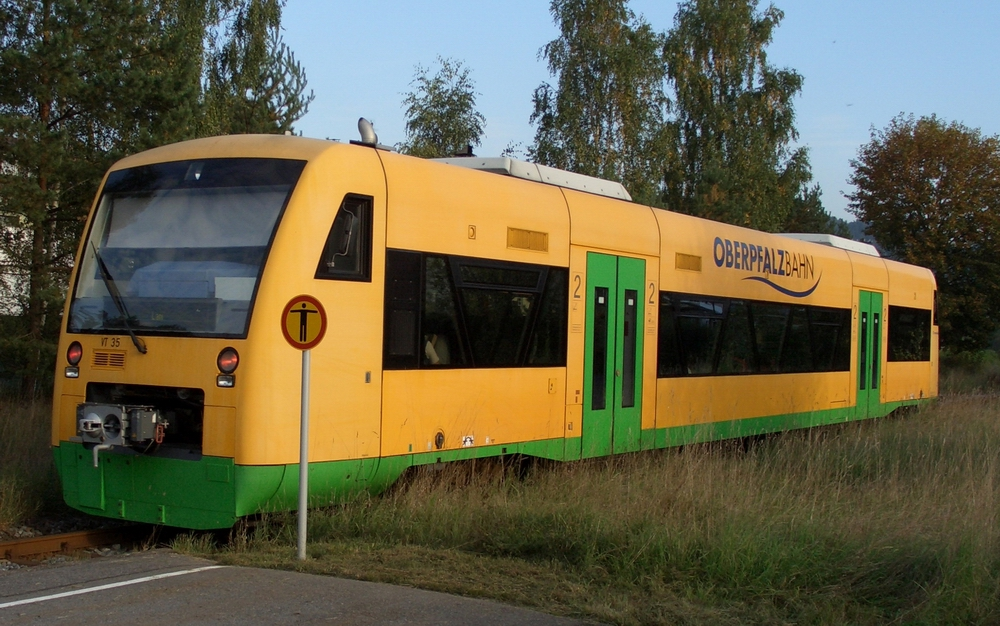
VT 35 der Oberpfalzbahn in Miltach

Im Jahr 2006 fährt die Oberpfalzbahn auf der Strecke unter der Kursbuchnummer 877 werktäglich 13 Zugpaare, an den Wochenenden neun Zugpaare, bei einer Stunde Fahrzeit. Das war früher allerdings wesentlich anders. Im Sommer 1897 fuhr die Bayerische Staatsbahn auf der Strecke Cham – Lam täglich nur drei Zugpaare mit einer Fahrzeit von zweieinhalb Stunden. Im Jahr 1913 befuhr die Lokalbahn ihre Strecke selbst mit Anschluss an die Staatsbahn mit drei Zugpaaren. Trotz einer Umsteigezeit von rund 15 Minuten betrug die Reisezeit für die Gesamtstrecke nur noch zwei Stunden. Im Jahr 1936 hatte sich die Situation deutlich verbessert. Bei täglich fünf Zugpaaren und einer Umsteigezeit von meist nur wenigen Minuten lag die Gesamtreisezeit zum Teil nur noch bei 70 bis 80 Minuten.
Auf der Strecke wurden Dampflokomotiven der Bayerischen Pt 2/3 (Baureihe 70) oder Lokalbahnlokomotiven der Baureihe 98 eingesetzt, danach bis 1962 der Baureihe 64. Danach setzte die Deutsche Bundesbahn in Güterzügen Diesellokomotiven der Baureihe V 100 und im Personenverkehr Uerdinger Schienenbusse ein.
1994 wurde der Güterverkehr eingestellt.
Die Zugleistungen ab 14. Dezember 2014 auf der Bahnstrecke waren Teil der als „Regionalzügenetz Ostbayern“ bezeichneten Ausschreibung durch die Bayerische Eisenbahngesellschaft. Als Gewinner führt weiterhin die Regentalbahn den Zugverkehr durch.
Ab Dezember 2014 wurde der Personenverkehr auf dieser Strecke als Linie OPB4 (Cham–Lam) betrieben. Seit der Einführung bayernweiter Linienbezeichnungen im Dezember 2020 ist die Linienbezeichnung RB28. Es gibt keinen geregelten Taktverkehr auf dieser Strecke. Zugkreuzungen finden regelmäßig in Bad Kötzting statt.

### Tarif
Die Bahnstrecke ist vollständig in den Verbundtarif der Verkehrsgemeinschaft des Landkreises Cham (VLC) integriert und bei diesem Tarif in elf Tarifzonen eingeteilt.
Zwischen 1. Mai 2010 und 30. Juni 2011 war das Gästeservice Umweltticket (GUTi) lediglich auf dieser Strecke gültig. Durch den Beitritt mehrerer Gemeinden im Landkreis Cham zu diesem System werden die Kurkarten der teilnehmenden Gemeinden nun auf der gesamten Strecke und darüber hinaus im gesamten VLC als Fahrausweis akzeptiert.